# Paxillus pentaphylloides
Paxillus pentaphylloides es una especie de coleóptero de la familia Passalidae.

## Distribución geográfica
Habita en Argentina, Brasil y Paraguay.